# B.N. Duncan
Pour les articles homonymes, voir Duncan.
Bruce Nicholson Duncan, dit B.N. Duncan (1943-2009) est un dessinateur et écrivain américain notamment connu pour ses activités d'éditeur de journaux contre-culturels dans la région de Berkeley et d'auteur de bande dessinée underground.
Entre 1981 et 1990, cet « archétype d'artiste foldingue » participe à dix numéros de la revue de Robert Crumb Weirdo. Dans les années 2000, il collabore à Mineshaft (en).